# Waterfall: The Essential Dance Remix Collection
Waterfall: The Essential Dance Remix Collection es un álbum de canciones de varios artistas mezclado por la banda Cascada. Fue lanzado por la compañía estadounidense Water Music Records en Estados Unidos y Canadá. Todas las canciones son mezcladas por DJ Manian, de Cascada.
El álbum fue lanzado en Singapur, Malasia, Tailandia, India, China y Taiwán como disco doble. En el primer CD fueron incluidas 10 canciones de Water Music, además de versiones de Shut Up!, Big Bad Love y Revolution. En el segundo CD hay un bonus con un remix de la canción Truly Madly Deeply.

## Listado

### Lanzamiento original
1. Big Boom Bang Cascada, Singer, Stephen
2. 7 Years and 50 Days Cascada, Konrad, Axel
3. The Love You Promised Cascada, Low, G.
4. I Will Believe It Cascada, Cornelissen, T.
5. Tomorrow Cascada, Jäger, Axel
6. Little Star Cascada, Klopprogge, Axel
7. Rock Cascada, DJ Manian
8. Dance 2007 Cascada, Apollo
9. Celebrate Summer Cascada, Tupe up
10. Beat is Coming Cascada, Manian
11. Hurricane Cascada, Peris, Alexander
12. Can I Get a Witness Cascada, Horstmann, Dennis
13. Magic Summer Night Cascada, Schleh, T.
14. Sound Of My Dreams Cascada, Manian, DJ Melodies.
15. Bom Bom - Suenan Cascada, Fader, Freddy
16. I Can't Stand It Cascada, Litterscheid, Andre
17. Amores Prietos´t, Diego posada ibarra.

### The Essential Cascada Remixed Singles
Versión para Singapur, Malasia, Tailandia, India, Sri Lanka, Bangladés, Oriente Medio, China y Taiwán.
Disco 1:
1. Shut Up! Cascada, Konrad
2. 7 Years & 50 Days
3. I Will Believe It
4. The Love You Promised
5. I Can't Stand It
6. Can I Get a Witness?
7. Hurricane
8. Magic Summer Night
9. Show Me Your Love
10. Little Star
11. Big Bad Love Cascada, Konrad
12. Big Boom Bang
13. Rock!
14. Revolution Cascada, Schleh, T.

Disco 2:
1. Truly Madly Deeply (UK Club Mix) Cascada, Hayes, Jones
2. Truly Madly Deeply (UK Radio Edit)
3. Truly Madly Deeply (DJ Bomba & El Senor Remix)
4. Truly Madly Deeply (Original Dance Mix)
5. Truly Madly Deeply (Dance Edit)
6. Truly Madly Deeply (Styles & Breeze Remix)
7. Truly Madly Deeply (Thomas Gold Remix)
8. Truly Madly Deeply (Tune Up! Remix)
9. Truly Madly Deeply (Tune Up! Edit)

## Lanzamiento
| Región                       | Fecha                 | Sello               | Formato |
| ---------------------------- | --------------------- | ------------------- | ------- |
| Estados Unidos               | 18 de julio de 2006   | Water Music Dance   | CD      |
| Canadá                       | 29 de agosto de 2006  | Water Music Records | CD      |
| Singapur                     | 26 de julio de 2007   | EQ Music            | CD      |
| Malasia                      | 26 de julio de 2007   | EQ Music            | CD      |
| Tailandia                    | 26 de julio de 2007   | EQ Music            | CD      |
| China y Taiwán               | 26 de julio de 2007   | EQ Music            | CD      |
| Middle East                  | 26 de julio de 2007   | EQ Music            | CD      |
| India, Bangladés y Sri Lanka | 26 de julio de 2007   | EQ Music            | CD      |
| Colombia                     | 22 de octubre de 2006 | Water Music Dance   | CD      |